# Baie-Comeau
Baie-Comeau é uma cidade localizada na província canadense de Quebec. A sua área é de 245 km², sua população é de 26 000 habitantes, e sua densidade populacional é de 106 hab/km² (segundo o censo canadense de 2001). A cidade foi fundada em 1936, e incorporada em 1937.